# Halothamnus glaucus
Halothamnus glaucus är en amarantväxtart som först beskrevs av Friedrich August Marschall von Bieberstein, och fick sitt nu gällande namn av Viktor Petrovitj Botjantsev. Halothamnus glaucus ingår i släktet Halothamnus och familjen amarantväxter.

## Underarter
Arten delas in i följande underarter:
- H. g. glaucus
- H. g. hispidulus
- H. g. tianschanicus

## Bildgalleri

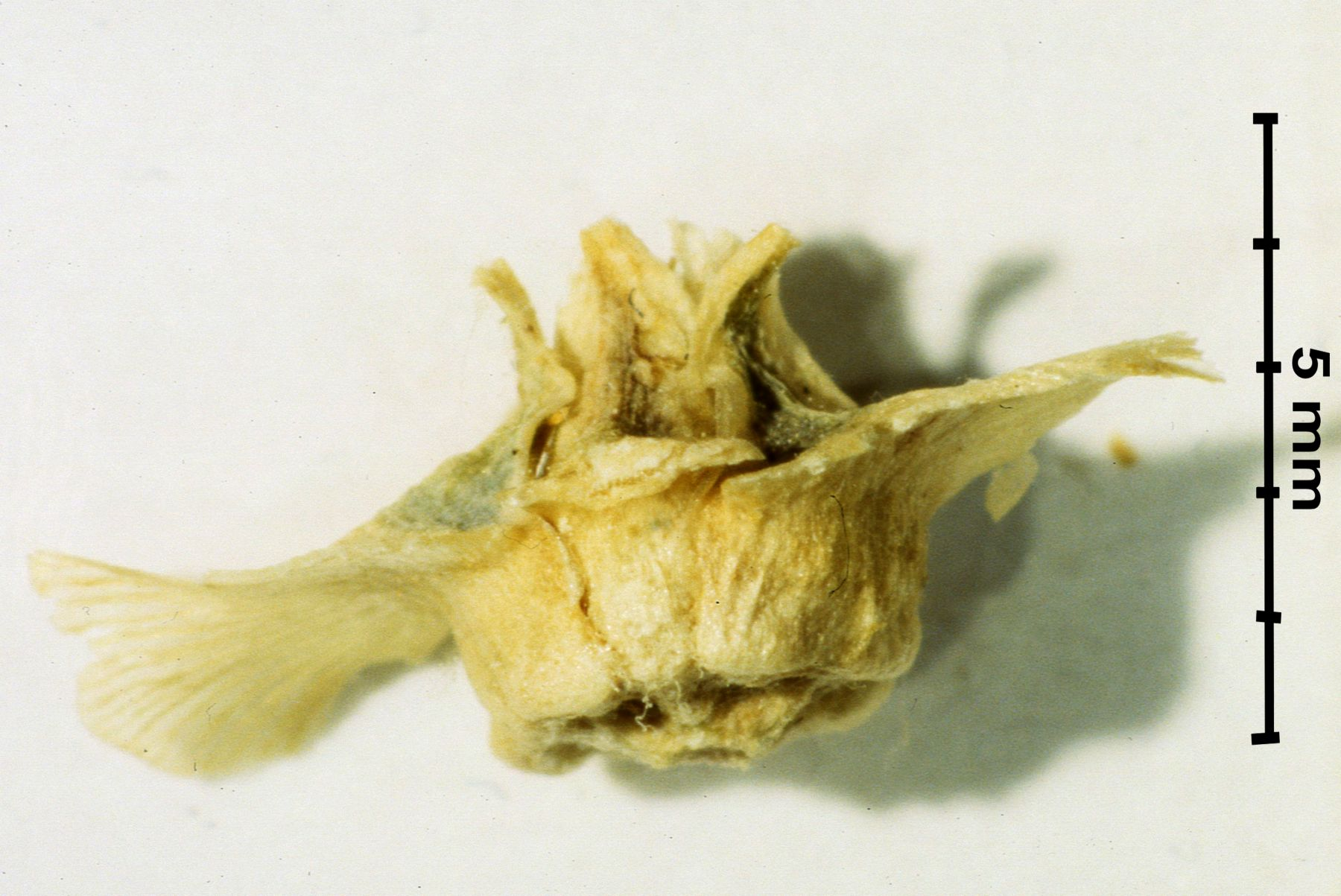
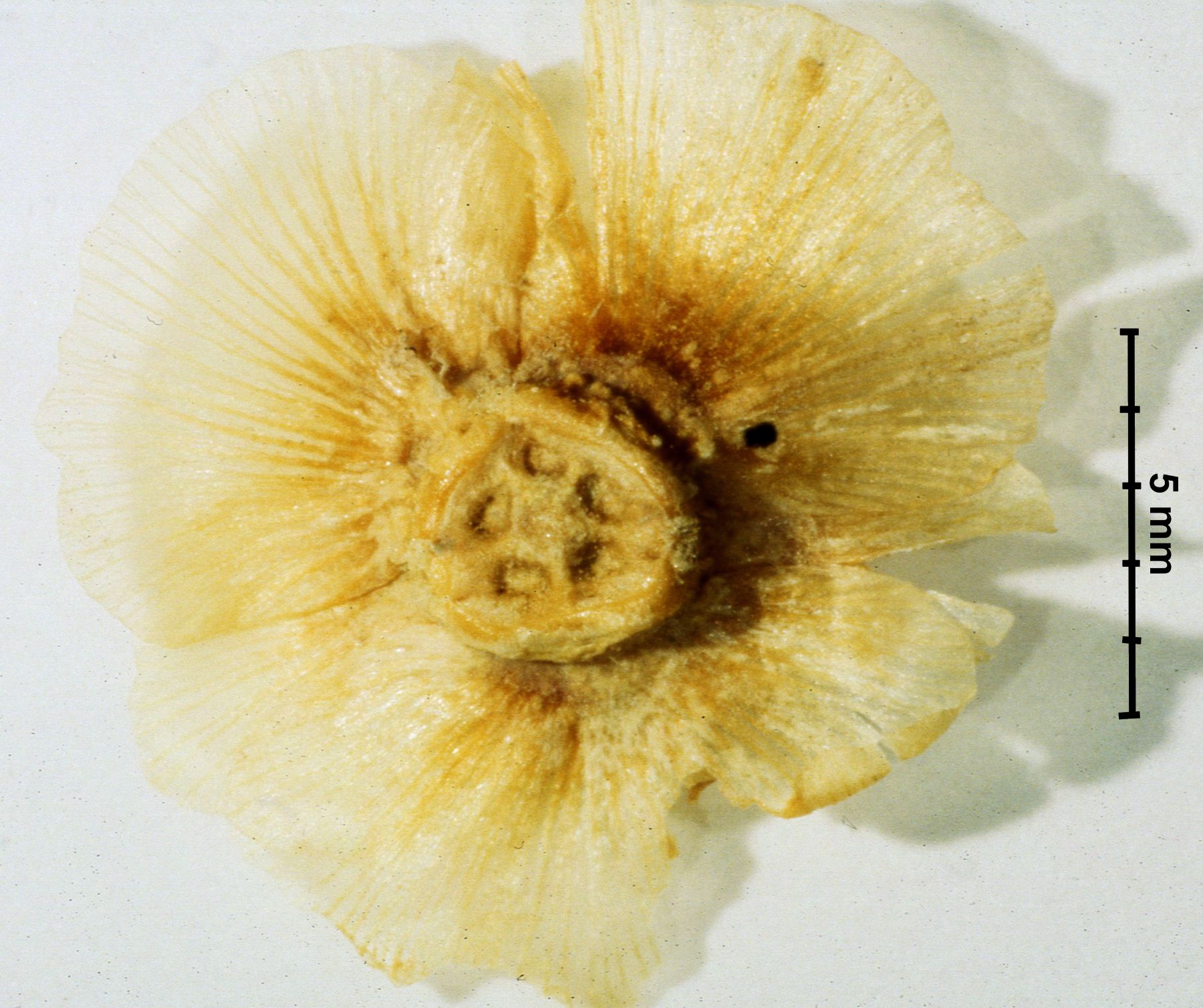